# Линђо
Линђо је народно коло из околине Дубровника. Популаран је у Дубровачком приморју, као и у граничним областима јужне Херцеговине од реке Неретве до Жупе дубровачке.
Изводи се уз командне повике коловође и темпераментну музику на лијерици.
Коло и поскочица линђо из Жупе дубровачке изводи се уз музичку пратњу лијерице, а колом управља коловођа по чијим се командама играју разноличне фигуре. Играчи се окрећу држећи се за руке изнад главе, слажу се у парове, па у две концентричне кружнице итд.